# Guaxuma
Pour plus de détails, voir Fiche technique et Distribution.
Guaxuma est un court métrage d'animation franco-brésilien réalisé par Nara Normande et sorti en 2018

## Synopsis
Nara Normande, la narratrice, partage les souvenirs de son enfance qu'elle a passée avec son amie Tayra à Guaxuma, une plage de l'état du Pernambouc, au nord est du Brésil.

## Fiche technique
- Titre : Guaxuma
- Réalisation : Nara Normande
- Scénario : Nara Normande
- Animation : Pedro Iuá, Sylvain Derosne, Diego Akel, Nara Normande, Clemence Bouchereau, Julien Laval, Abi Feijo, Tãnia Duarte, Sofia Gutman, Aurore Peuffier, Melody Boulissiere, Anne-Lise Nemorin, Gervaise Duchaussoy
- Musique : Normand Roger
- Voix Off : Nara Normande
- Son: Normand Roger, Emmanuel Croset
- Montage : Eduardo Serrano
- Producteurs : Damien Megherbi, Justin Pechberty, Livia de Melo
- Producteurs Exécutifs: Manuel Cam & Gao Shan Pictures & Amopix
- Production : Les Valseurs & Vilarejo Filmes
- Distribution : Les Valseurs
- Pays d'origine :  Brésil et  France
- Durée : 14 minutes 51 secondes
- Dates de sortie :
  -  France : 11 juin 2018 (FIFA 2018)[2]
  -  Brésil : août 2018 (Festival de Gramado)[2]
  -  USA : 6 octobre 2018 (Festival international du film des Hamptons)[2]

## Distinctions
| Pays       | Festival                                             | Prix                                              | Année |
| ---------- | ---------------------------------------------------- | ------------------------------------------------- | ----- |
| Brésil     | Anima Mundi                                          | Canal Brasil Prize                                | 2018  |
| Brésil     | Festival de Gramado                                  | Grand Prize Best Short                            | 2018  |
| États-Unis | Hamptons International Film Festival                 | Best Documentary Short                            | 2018  |
| Canada     | Festival international du film d'animation d'Ottawa  | Best Narrative Short                              | 2018  |
| Suisse     | Animatou, Festival international du film d’animation | Mention spéciale du jury compétition Doc’Anim     | 2018  |
| Serbie     | Animanima                                            | Mention spéciale du jury                          | 2018  |
| Suisse     | Festival international du court métrage de Winterhur | Youth Prize 16+                                   | 2018  |
| États-Unis | Chicago International Children’s Film Festival       | Youth Jury: Best Animated Short, 1st Prize        | 2018  |
| Brésil     | Festival international du film de São Paulo          | ABCA prize of Best Animation Public Prize         | 2018  |
| Brésil     | Festival de Brasília                                 | Best Direction Best Art Direction Best Soundtrack | 2018  |
| Brésil     | Goiânia Mostra Curtas                                | Best Short                                        | 2018  |
| France     | Festival Du Film Court de Villeurbanne               | Best Animation                                    | 2018  |
| Brésil     | Panorama Internacional Coisa de Cinema               | Indielisboa Prize APC Prize                       | 2018  |
| Brésil     | Mostra de Cinema de Gostoso                          | Public Prize Best Short                           | 2018  |
| Lettonie   | Riga International Film Festival 2ANNAS              | Best Animation                                    | 2018  |
| Brésil     | Mostra de Cinema de Londrina                         | Best Direction Best Art Direction                 | 2018  |
| Brésil     | FestCine Recife                                      | Best Animation Best Editing ABCA Prize            | 2018  |
| Pologne    | International Film Festival Zoom-Zblizenia           | The Best Animated Film Award                      | 2019  |
| États-Unis | SXSW, South by Southwest Film Festival               | Best Animated Short                               | 2019  |
| États-Unis | Cinequest Film Festival                              | Best Animated Short                               | 2019  |
| Mexique    | Festival international du film de Guadalajara        | Le Prix Rigo Mora                                 | 2019  |
| France     | Les Nuits MED                                        | Le Prix Max Linder                                | 2019  |
| Espagne    | Premios Quirino                                      | Best Short Award                                  | 2019  |